# Giovanni Francesco Barbarigo
Giovanni Francesco Barbarigo (nasceu em 1658, em Veneza, Itália; morreu em 1730) foi um cardeal veneziano, bispo de Pádua (1723-1730) e sobrinho do São Gregório Barbarigo (1625-1697).

## Biografia
Nasceu em Roma em 29 de abril de 1658, Veneza. O mais velho dos três filhos de Antonio Barbarigo e Chiara Duodo. Seu sobrenome também está listado como Barbadico. Sobrinho do cardeal Gregório Barbarigo (1660); e parente do cardeal Marcantonio Barbarigo (1686). Outro cardeal da família foi Angelo Barbarigo (1408).
Estudou na Universidade de Pavia, onde obteve o doutorado in utroque iure, direito canônico e civil, em 9 de junho de 1698.
Ingressou no serviço diplomático da República de Veneza e foi representante da França em duas ocasiões. Entrou no estado eclesiástico.
Ordenado (sem mais informações encontradas). Eleito primicerius do cabido da catedral de Veneza em 1698.
Eleito bispo de Verona em 21 de julho de 1698. Consagrada em 17 de agosto de 1698, igreja de S. Marco, Roma, pelo cardeal Sebastiano Antonio Tanara, auxiliado por Francesco Pannochieschi, arcebispo de Pisa, e por Prospero Bottino, arcebispo titular de Mira. Assistente do Trono Pontifício, 7 de setembro de 1698. Para edificação de seu clero, publicou, auxiliado por Antonio Magliabecchi, as obras de S. Zenone, bispo de Verona; ele encarregou vários homens conhecedores e literários da composição da história da diocese de Verona e a publicou às suas próprias custas. Ele começou a construção de um novo seminário. Ele também reformou a conduta do clero e visitou pessoalmente paróquias e oratórios. Ele providenciou e ajudou as vítimas de uma grave epidemia em 1702. Em 1712, ele introduziu em Verona os Padres do Oratório de S. Flippo di Neri, atribuindo-lhes a igreja de Ss. Fermo e Rustico. Ele era um forte defensor dos direitos eclesiásticos e da imunidade. Transferido para a sede de Brescia, 9 de julho de 1714; ele tentou evitar sua transferência de Verona, mas a ordem expressa do papa o fez aceitá-la. Ele estabeleceu um catecismo para os filhos dos pobres, a quem ajudou com abundantes esmolas. Ele construiu várias celas em uma vila suburbana, onde se retirou com seu clero durante a Quaresma para praticar exercícios espirituais. 
Criado cardeal e reservado in pectore no consistório de 29 de novembro de 1719; publicado no consistório de 30 de setembro de 1720. Participou do conclave de 1721 , que elegeu o Papa Inocêncio XIII. Recebeu o chapéu vermelho e o título de Ss. Marcellino e Pietro, 20 de junho de 1721. Transferido para a sé de Pádua, 20 de janeiro de 1723. Ampliou o seminário e fundou vários mosteiros de freiras. Participou do conclave de 1724, que elegeu o Papa Bento XIII. Promoveu a causa de beatificação do Cardeal Gregorio Barbarigo. Com grande diligência e com a ajuda do cônego Paolo Galeardi, publicou topuscles de S. Gaudenzio, e Ramperto e Adelmanno, bispos de Brescia.
Morreu em Pádua em 26 de janeiro de 1730, às 23h, Pádua. Exposto e enterrado na catedral de Pádua, ao lado do túmulo de seu tio e predecessor, o cardeal Gregorio Barbarigo.